# Vincent Price (песня)
Vincent Price — песня британской рок-группы Deep Purple, завершающий трек их 19-го студийного альбома Now What?!. Посвящена американскому актёру Винсенту Прайсу. О том, что песня будет выпущена в качестве второго сингла с альбома, было сообщено 6 мая 2013.
Сингл вышел не только в цифровом виде, но и в виде CD-сингла, а также виниловой пластинки. Кроме того группа записала первый за более чем 20 лет видеоклип, который получил распространение благодаря многим музыкальным сайтам, таким, как Blabbermouth. Песня была написана коллективно всеми участниками группы в соавторстве с продюсером Бобом Эзрином.

## История
Песня является посвящением звезде фильмов ужасов Винсенту Прайсу, в ней содержится множество текстовых и звуковых отсылок к приёмам классических хорроров, в том числе драматичные звуки грома и загадочные звуки плача. Все участники нынешнего состава Deep Purple (Дон Эйри, Иэн Гиллан, Роджер Гловер, Стив Морс и Иэн Пейс) выступили в качестве авторов мелодии вместе с продюсером Бобом Эзрином.
Рассказывая о создании трека, фронтмен группы Иэн Гиллан отметил,

Всё обычно вытекает из джем-сейшнов, которые мы устраиваем каждый день, и в этом все Purple. Когда появляется идея, ты откладываешь её в сторону и начинаешь раздумывать, «нам надо посмотреть на подходящие аранжировки и тональности». Нельзя просто так рассортировать их будто вот это номер один, это номер два, а это номер три, поэтому мы даём какие-то рабочие названия трекам, а поскольку эта запись звучала как саундтрек к ужастику, мы назвали её «Vincent Price».
Оригинальный текст (англ.)Everything emerges from the jam sessions we have every day and this is typical Purple. When an idea spins out, you set it aside and start thinking, 'We've got to look at the arrangement to this and the key'. You can't just identify them as number one and number two and number three, and so we give them working titles and this one sounded to everyone like the soundtrack to a horror movie, so we called it Vincent Price.
— 
Прайс сотрудничал с участниками Deep Purple на заре их карьеры, кроме того он записывался с Эзрином. Он участвовал в концертной постановке альбома Гловера The Butterfly Ball and the Grasshopper’s Feast, которая была записана 16 октября 1975 года. Годом позже эта постановка была выпущена в качестве фильма.

## Выпуск
Кроме различных форматов сингла, Deep Purple выпустили и музыкальное видео для песни. В нём молодые парень и девушка покупают билет в аттракцион, аналог Призрачного поместья, и попадают на ужин к вампиру.
Критик Стив Леггетт в своей рецензии для AllMusic похвалил «Vincent Price» за «массивную, мощную и немного жуткую» мелодию. Кроме того, он положительно отозвался обо всём альбоме Now What?!, отмечая «доверительную самоуверенность в своём великолепии» и его звучание «вне времени».

## Список композиций

### Виниловое издание
| №  | Название                | Длительность |
| -- | ----------------------- | ------------ |
| 1. | «Vincent Price»         | 4:47         |
| 2. | «First Sign of Madness» | 4:26         |

### CD
| №  | Название                        | Длительность |
| -- | ------------------------------- | ------------ |
| 1. | «Vincent Price»                 | 4:47         |
| 2. | «First Sign of Madness»         | 4:26         |
| 3. | «The Well-Dressed Guitar»       | 2:52         |
| 4. | «Wrong Man» (концертная версия) | 4:30         |
| 5. | «Vincent Price» (видео)         | 4:45         |